# SŽD-Baureihe Эмх3
Die Lokomotive der Baureihe Эмх3 (deutsche Transkription Emch3) der Sowjetischen Eisenbahnen (SŽD) war eine breitspurige Diesellokomotive der ersten Generation.

## Geschichte
1926 erschien als Vergleichsmaschine zu den Baureihen SŽD-Baureihe Ээл2 und SŽD-Baureihe Щэл1 diese Lokomotive, die ebenfalls unter der Leitung von Professor Lomonossow entstand. Sie hatte ursprünglich die Bezeichnung Юm005. Nach dem Umzug von Lomonossow nach Deutschland erhielt sie die Bezeichnung Эмх3.
Sie gilt als die stärkste Diesellokomotive mit dieselmechanischer Kraftübertragung. Ursprünglich sollte sie als Maschine mit hydrostatischem Getriebe entstehen, doch das Niveau der Technik zur damaligen Zeit erlaubte nicht den Bau einer zuverlässigen Kraftübertragung. Deshalb erschien sie als 3-Gang-Maschine mit elektromagnetischer Umschaltung der Gänge. Die Regulierung der Drehzahl des Dieselmotors erfolgte durch den Maschinisten mit einem Handrad, nach dem Dieselmotor war eine elektromagnetisch betätigte Reibungskupplung angeordnet, die die Verbindung zur Eingangswelle des Schaltgetriebes herstellte. Der Gangwechsel erfolgte automatisch durch die Signale von Drehzahlsensoren, die die Drehzahl der Treibräder verglichen. Dabei war der Gangwechsel technisch so ausgelegt, dass im Schaltzugang die Abgangswelle des Getriebes nicht unterbrochen war. Diese war durch Treib- und Kuppelstangen mit den Antriebsrädern verbunden. Die Lokomotive besaß kein Wendegetriebe, der Dieselmotor mit einer Leistung ähnlich dem Motor der Reihe SŽD-Baureihe Ээл2 war hier umsteuerbar ausgeführt.
Die Lokomotive war im Versuchsbetrieb in dem Depot Ljublino bei Moskau eingestellt. Durch die gewählte Kraftübertragung kam es im normalen Eisenbahnbetrieb zu einigen Unregelmäßigkeiten, die einen regulären Zugbetrieb auf Dauer nicht zuließen; die gewählte mechanische Gangwechseltechnik erwies sich als unzuverlässig. Durch den Gangwechsel kam es zu steil ansteigenden Drehmomenten, was zu ruckartigen Bewegungen im Zugverband führte. Zugtrennungen sollen laut Literatur auch aufgetreten sein. Auch Brüche von Zahnrädern kamen vor. Die Herabsetzung der Leistung des Dieselmotors konnte diese Mängel nicht beheben, so dass die Lokomotive bald aus dem regulären Zugdienst herausgenommen wurde. Genaue Daten des Einsatzes sind der Literatur nicht zu entnehmen.
So war der ersten und einzigen Großdiesellokomotive mit mechanischer Kraftübertragung der Welt kein dauerhafter Erfolg beschieden. Sie hatte aber den Vorteil, dass sie den großen Wirkungsgrad von 30 % bis 31 % aufweisen konnte. Interessant ist auch, dass ein Maschinist der Lokomotive der späterer Politiker Wjatscheslaw Alexandrowitsch Malyschew (Вячеслав Александрович Малышев) war, von dem auch das Foto der Lokomotive entstand.